# Hlbočianský vodopád
Hlbočianský vodopád se nachází v Hlbočianské dolině. Je jen občasný, závislý na vodě z Hlbočianského pramene. Měří 9 metrů a je jediným vodopádem v Malých Karpatech.

## Galerie

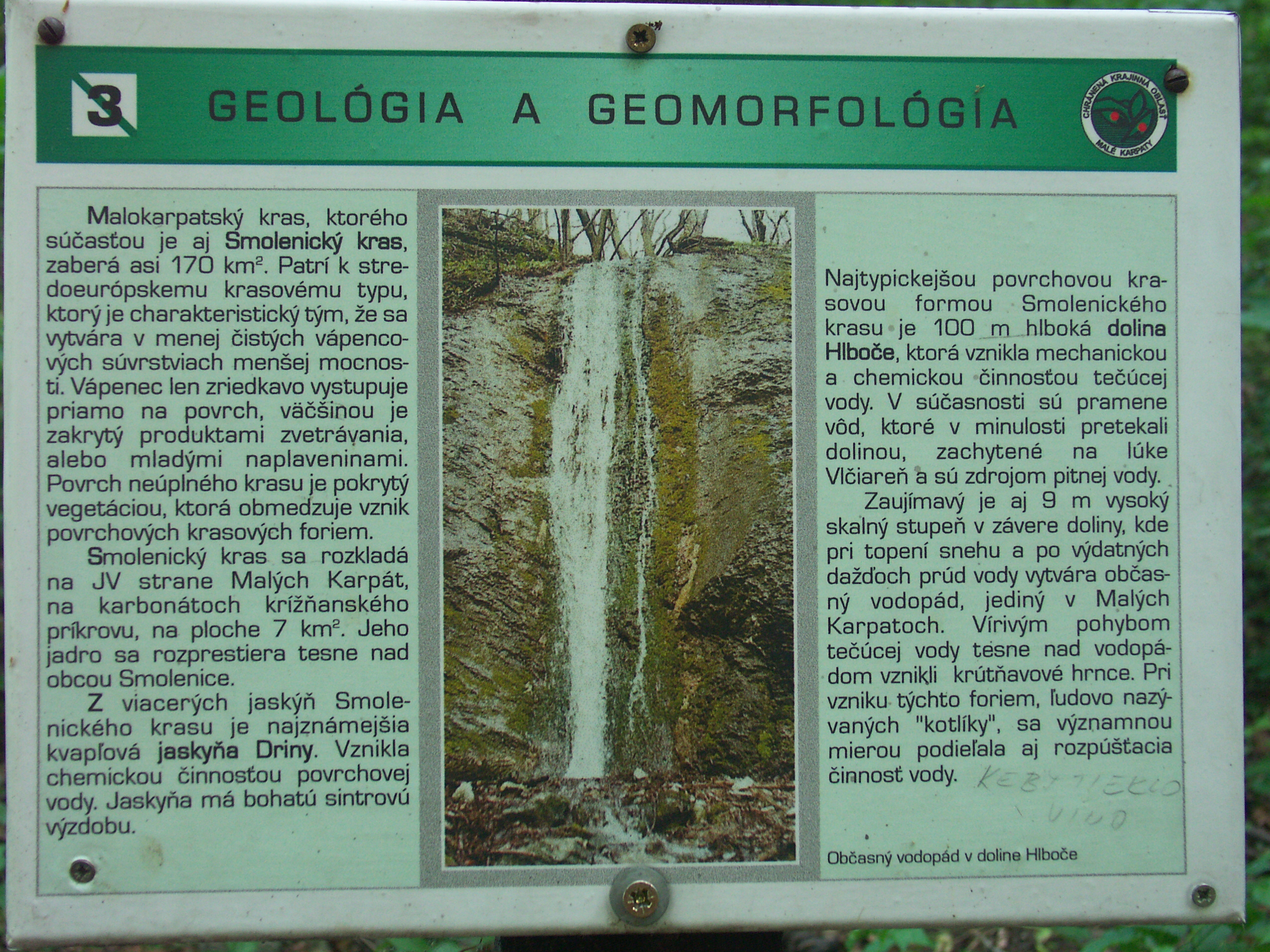
Informační tabule na naučné stezce